# آزادراه ذوب آهن
آزادراه ذوب آهن آزادراهی در استان اصفهان در مرکز ایران است که اصفهان به حومه‌های جنوب غربی و شرکت سهامی ذوب‌آهن اصفهان که این آزادراه نام خود را از آن گرفته، متصل می‌سازد.

## مسیر
| از غرب به شرق | از غرب به شرق                                                          | از غرب به شرق |
| ------------- | ---------------------------------------------------------------------- | ------------- |
|               | بزرگراه شهید اقارب‌پرست بلوار کشاورز بزرگراه شهید کاظمی غرب بطرف درچه   |               |
|               | شهر ابریشم                                                             |               |
|               | کلیشاد و سودرجان فلاورجان                                              |               |
|               | گرماسه فلاورجان                                                        |               |
|               | اشترجان                                                                |               |
|               | بزرگراه نجف‌آباد-فولادشهر اشترجان فولادشهر                              |               |
|               | فولادشهر                                                               |               |
|               | آزادراه کنارگذر غربی اصفهان                                            |               |
|               | شرکت سهامی ذوب‌آهن اصفهان (ذوب‌آهن) · جاده ۵۱ · جنوب بطرف زرین‌شهر-شهرکرد |               |
| از شرق تا غرب |                                                                        |               |